# Тип 3 (авиационный пулемёт)
Тип 3 — японский авиационный крупнокалиберный пулемёт Второй мировой войны. Использовался на самолётах ВВС Императорского флота Японии. Пулемёт является копией Browning M2, но под патрон французского образца 13,2×99.

## История
Тип 3 был копией Browning M2 и имел очень схожие 13,2-мм боеприпасы от пулемёта Гочкисс. Несмотря на небольшую разницу калибров, можно было использовать ленты Браунинга в японском пулемёте, что видимо имело место во время войны. Пулемёт производился в 1943—45 гг. Использовался на подвижных и неподвижных версиях, немного отличающихся деталями конструкции. Подвижная версия отличалась более долговечным стволом.
Неподвижная версия использовалась на поздних моделях истребителя Mitsubishi A6M Zero (известного как «Зеро») и Kawanishi N1K-J Shiden. В мобильной версии Тип 3 частично заменил к концу войны Тип 2.